# Trylogia ciągu
Trylogia ciągu (tyt. oryg. Sprawl Trilogy) – cykl powieści science fiction Williama Gibsona, którego części to kolejno: Neuromancer (1984), Graf Zero (1986) i Mona Liza Turbo (1988).
Akcje wszystkich powieści mają miejsce w tej samej fikcyjnej przyszłości i są połączone ze sobą wspólnymi postaciami i motywami. Ponadto opowiadania Gibsona Johnny Mnemonic (1981), Hotel New Rose (New Rose Hotel, 1984) i Wypalić chrom (Burning Chrome, 1982) również są osadzone w tym świecie, a niektóre wydarzenia i postacie pojawiają się lub są wspomniane w trylogii.